# اوکره
اوکره (به ایتالیایی: Ocre) یک کومونه در ایتالیا است که در استان لاکویلا واقع شده‌است. اوکره ۲۳٫۵۶ کیلومتر مربع مساحت و ۱٬۱۱۶ نفر جمعیت دارد و ۸۵۰ متر بالاتر از سطح دریا واقع شده‌است.